# 카일리 미노그
카일리 앤 미노그(영어: Kylie Ann Minogue AO, OBE, 1968년 5월 28일 ~ )는 약칭 카일리(Kylie)로 불리는 오스트레일리아의 가수, 작곡가이자 배우이다.
카일리는 2013년 기준으로 세계적으로 7천만 장의 음반 판매고를 올리고 있으며, 브릿 어워드와 그래미 어워드 등 유명하고 권위있는 음악 시상식에서 상들을 받았다.

## 경력
카일리는 가수로 활동하기 전에 TV 프로그램 《Neighbours》에 아역 연기자로 출연하며 이름을 알렸다. 1987년 데뷔 싱글 〈Locomotion〉이 발매되어 호주 싱글 차트 7주 1위를 했고, 호주에서 가장 많이 팔린 싱글 중 하나로 기록되었다. 이 노래를 작곡한 프로듀서는 스톡 에잇켄 워터맨(Stock Aitken Waterman)으로, 그는 이후에도 카일리의 많은 히트곡을 만들어낸다. 1988년에는 데뷔 앨범 《Kylie》가 발매되고, 싱글 〈I Should Be So Lucky〉는 영국 싱글 차트에서 1위를 하며 성공을 거뒀다.
데뷔 영화 《18세의 불장난》(1989)은 부정적인 평가를 받았지만, 호주와 영국에서 성공적인 성적을 거뒀다. 카일리는 데뷔 직후에는 "옆집 소녀"같은 이미지로 활동했지만, 이후에는 좀더 성숙한 이미지로 변신하기 시작했다.
1991년 6월, 영국 음악업계의 바이블로 평가되는 《뮤직 위크》잡지는 그녀가 '데뷔 이래 13 장의 싱글을 모두 UK Top 10에 보낸 사상 유일한 아티스트'가 된 것을 발표하였다.
싱글은 인정받고 있었지만 앨범 판매량은 계속 줄어들었고, 1992년 카일리는 독립된 아티스트로서 활동하기 위해 스톡 아이켄 워터맨을 떠났다. 1994년 발매된 싱글 〈Confide in Me〉는 호주에서 1위를 했고, 유럽의 여러 나라에서 히트했다.
특히 닉 케이브와의 듀엣으로 발표한 〈Where the Wild Roses Grow〉는 카일리의 음악 중 뛰어난 예술성을 보이는 것으로 평가되었다. 1997년의 앨범 《Impossible Princess》에서 카일리는 창조적이고 예술적인 음악들을 만들어 수록했다. 이 앨범은 호주에서는 성공을 거둔 한편, 영국에서는 좋은 평가를 받지 못하고 판매량도 적었다.
2000년에 싱글 〈Spinning Around〉를 발표하며 댄스를 지향하는 앨범 《Light Years》을 발매했고, 2000년 시드니 올림픽 폐막식 공연에 올랐다. 《Light Years》 수록곡들의 뮤직 비디오에서 카일리는 좀더 성적으로 도발적인 이미지를 보였고, 이 수록곡들은 모두 흥행에 성공했다.
2001년에는 여덟 번째 정규 앨범 《Fever》가 발매되었고, 싱글 〈Can't Get You Out of My Head〉는 40여개 이상의 나라에서 1위를 기록하며 2000년대 가장 성공한 싱글 중 하나로 기록되었다.
2003년 발매된 아홉 번째 정규 앨범 《Body Language》가 평론가들로부터 호평을 받고 투어도 시작했지만, 2005년 5월에 유방암 진단을 받아 모든 활동을 중단했다. 수술과 화학 요법으로 치료를 했고, 2006년 "Showgirl: The Homecoming Tour"를 통해 활동을 재개했다.
2007년에는 열 번째 정규 앨범 《X》를 발매했고, "KylieX2008" 투어를 진행했다.
2009년 9월부터는 자신의 경력 최초로 미국 오클랜드를 시작으로 캐나다 토론토를 오가며 북미 순회 공연을 하는 한편, 볼리우드 영화인 《블루》의 삽입곡으로 A. R. 라만의 곡을 부르기도 했다.
2010년에는 열 한 번째 정규 앨범 《Aphrodite》를 발매했고, 2014년 3월 중순에 열 두 번째 정규 앨범 《Kiss Me Once》가 발매되었다.

## 음반 목록

### 정규 앨범
- 《Kylie》 (1988)
- 《Enjoy Yourself》 (1989)
- 《Rhythm of Love》 (1990)
- 《Let's Get to It》 (1991)
- 《Kylie Minogue》 (1994)
- 《Impossible Princess》 (1997)
- 《Light Years》 (2000)
- 《Fever》 (2001)
- 《Body Language》 (2003)
- 《X》 (2007)
- 《Aphrodite》 (2010)
- 《Kiss Me Once》 (2014)
- 《Kylie Christmas》 (2015)
- 《Golden》 (2018)
- 《Disco》 (2020)
- 《Tension》 (2023)

## 저서
1999년 10월, 전세계 유명한 아티스트를 갖춘 아트북 《카일리》를 발매하였다. 예상 이상의 반향으로, 발매로부터 1개월 이내에 증판이 결정되는 이례의 사태가 되었다. 2006년에는 동화책 《The Showgirl Princess》, 2008년에는, 패션 디자이너 윌리엄 베이커의 사진을 모은 한정판 《Kylie: La La La》, 2012년에는 패션 업계에서 우수한 사람들과의 친교를 담은 《카일리 패션》을 영국에서 발매하였고, 2013년에는 미국에서도 출시하였다.

## 일화
프린스가 사망하고 나서 인스타그램에 1990년대에 그와 함께 만든 비밀의 협업 곡 〈Baby Doll〉이 있다고 밝혀 프린스의 팬들을 발칵 뒤집어 놓았다. 카일리 미노그는 십대 시절부터 프린스의 음악을 동경하고 있었고, 1992년에 얼스 코트에서 열린 프린스의 공연 뒤에 그를 만나 자신이 쓴 가사를 건네주었다고 하였다. 그 늦은 밤, 프린스의 운전사가 카일리에게 한 개의 카세트 테이프를 전해 주었는데, 그녀가 쓴 가사에 프린스가 노래하고 연주한 데모 테이프라고 하였다. "우리는 그것을 제대로 녹음한 적은 없었지만, 페이즐리 파크를 방문하는 영광을 누리고 있었습니다. 내 꿈이 이루어졌습니다. 음악과 추억을 만들어 주어 고마워요"라는 추모 메시지를 썼다.

## 그 외
오스트레일리아에서 태어났고 현재도 오스트레일리아 국적을 유지하고 있으나, 어머니가 영국(웨일스) 출신인지라 영국 국적도 있다.
1989년부터 런던에 거주하고 있다. 또한 주 활동 무대도 오스트레일리아가 아닌, 영국이다.

## 배우 활동
- 네이버스(1986-1988): 샬린 미첼 역
- 스트리트 파이터(1994): 캐미 화이트 중위 역
- 물랑 루즈(2001): 초록 요정 역
- 샌 안드레아스(2015): 수전 리딕 역

## 서훈
- 2008년 대영 제국 훈장 4등급(OBE)[6]
- 2008년 프랑스 문예공로훈장 슈발리에
- 2019년 오스트레일리아 훈장 오피서(AO)[7]